# De vogel Feniks

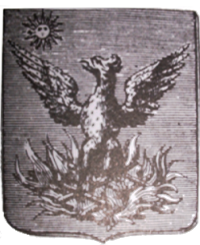
Een feniks op het wapen van Malet de Lussart

De vogel Feniks is een sprookje van Hans Christian Andersen, verschenen in 1848.

## Het verhaal
Er staat een rozenhaag onder de boom van kennis in de tuin van het paradijs. In de eerste roos wordt een vogel geboren, maar Eva nam de vrucht van de boom der kennis. Adam en Eva werden verjaagd en een vonk van het vlammende zwaard van de straffende engel valt in het nest van de vogel. De vogel sterft en uit het rode ei vliegt een nieuwe vogel op. De enig overgebleven vogel Feniks woont in Arabië en verbrandt zichzelf elke honderd jaar. Hij vliegt over Lapse ijsvelden en tussen gele bomen in Groenland. Ook onder de koperrotsen van Fahlun en in de steenkolenmijnen in Engeland. De vogel vaart op het lotusblad in de heilige Ganges en de ogen van hindoemeisjes stralen als ze hem zien.
De heilige zwaan van het lied zit op de kar van Thepis als een lasterende raaf, de rode snavel glijdt over de harp van IJslandse zangers. Hij zit op Shakespeares schouder als Odins raaf en fluistert onsterfelijkheid. Hij vliegt bij het zangersfeest door de ridderzaal van de Wartburg. Hij zingt de Marseillaise en je kust de veer die uit zijn vleugel valt. Misschien wend je je af naar de spreeuw met bladgoud op de vleugels. Het is slechts een sage die in de tuin van het paradijs geboren werd, onder de boom der kennis in de eerste roos. God kuste en gaf de echte naam poëzie.